# Campeonato Mundial de Halterofilia de 1958
El  XXXIV Campeonato Mundial de Halterofilia se celebró en Estocolmo (Suecia) entre el 16 y el 21 de septiembre de 1958 bajo la organización de la Federación Internacional de Halterofilia (IWF) y la Federación Sueca de Halterofilia.
En el evento participaron 96 halterófilos de 27 federaciones nacionales afiliadas a la IWF.

## Medallistas
| Evento  | Oro                               | Plata                              | Bronce                                |
| ------- | --------------------------------- | ---------------------------------- | ------------------------------------- |
| 56 kg   | Vladimir Stogov URSS 342,5        | Charles Vinci Estados Unidos 327,5 | Ali Safa-Sonboli Irán 312,5           |
| 60 kg   | Isaac Berger Estados Unidos 372,5 | Yevgueni Minayev URSS 362,5        | Sebastiano Mannironi · Italia · 342,5 |
| 67,5 kg | Viktor Bushuyev URSS 390,0        | Luciano De Genova · Italia · 362,5 | Henrik Tamraz Irán 357,5              |
| 75 kg   | Tommy Kono Estados Unidos 430,0   | Fiodor Bogdanovski URSS 422,5      | Marcel Paterni Francia 395,0          |
| 82,5 kg | Trofim Lomakin URSS 440,0         | James George Estados Unidos 435,0  | Ireneusz Paliński · Polonia · 432,5   |
| 90 kg   | Arkadi Vorobiov URSS 465,0        | Dave Sheppard Estados Unidos 450,0 | Ivan Veselinov Bulgaria 422,5         |
| +90 kg  | Alexei Medvedev URSS 485,0        | Dave Ashman Estados Unidos 457,5   | Firuz Poihan Irán 455,0               |

1. 1 2 3  Fuerza (kg) + arrancada (kg) + dos tiempos (kg) = TOTAL (kg)

## Medallero
| Núm. | País           | Oro | Plata | Bronce | Total |
| ---- | -------------- | --- | ----- | ------ | ----- |
| 1    | URSS           | 5   | 2     | 0      | 7     |
| 2    | Estados Unidos | 2   | 4     | 0      | 6     |
| 3    | Italia         | 0   | 1     | 1      | 2     |
| 4    | Irán           | 0   | 0     | 3      | 3     |
| 5    | Bulgaria       | 0   | 0     | 1      | 1     |
| 5    | Francia        | 0   | 0     | 1      | 1     |
| 5    | Polonia        | 0   | 0     | 1      | 1     |
|      | TOTAL          | 7   | 7     | 7      | 21    |